# تاريخ الرياضة

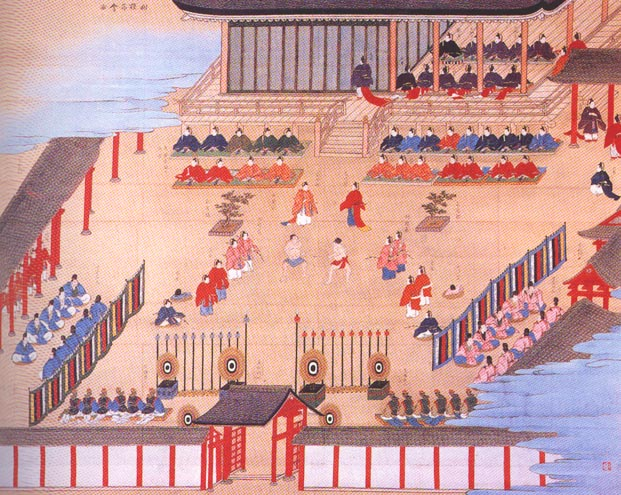
مسابقة لمصارعة السومو في اليابان (بين 794 و1333)

تاريخ الرياضة قد يمتد بقدر ما يعود إلى بدايات التدريب العسكري، مع المنافسة تستخدم كوسيلة لتحديد ما إذا كان الأفراد صالحون ومفيدون  للخدمة. الفريق الرياضي قد وضع لتدريب وإثبات القدرة على الكفاح والعمل معا كفريق واحد (الجيش). تاريخ الرياضة يمكن أن يعلمنا عن التغيرات الاجتماعية وعن طبيعة الرياضة نفسها، كما يبدو ان الرياضة تشارك في تطوير مهارات الإنسان الأساسية.

## الرياضة في عصور ما قبل التاريخ

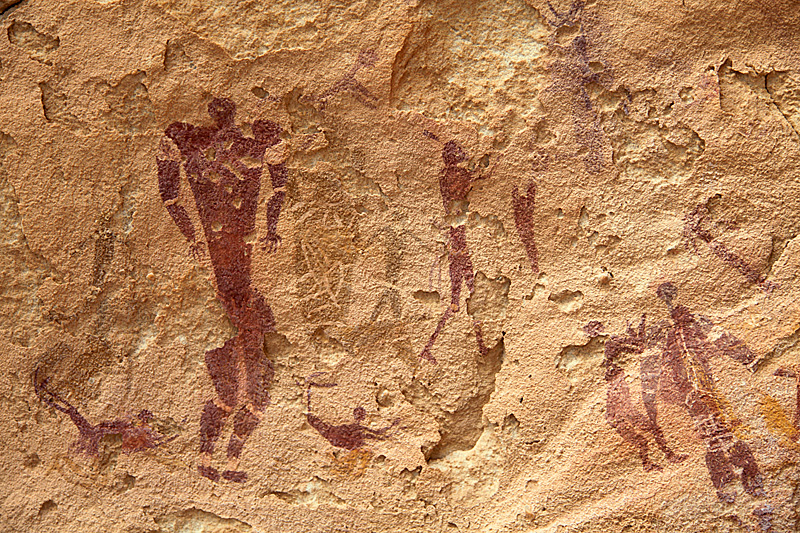
لوحات من البشر في كهف السباحين

لوحات كهف تم العثور عليها في كهف  اسكو  في فرنسا والتي يقترح انها كانت لتصوير الركض والمصارعة في العصر الحجري الأعلى منذ 15,300 سنة مضت. لوحات الكهوف في إحدى محافظات منغوليا التي يعود تاريخها إلى العصر الحجري الحديث من 7000 سنة قبل الميلاد تظهر مباراة مصارعة تحيط بها حشود. الفنون الصخرية في  العصر الحجري الحديث  التي عثر عليها في كهف السباحين في وادي سورة، بالقرب من الجلف الكبير في ليبيا قد أظهرت أدلة على السباحة والرماية تمارس  من حوالي 6000 سنة قبل الميلاد. كما تم العثور علي لوحات كهفية  ما قبل التاريخ  في اليابان تصور رياضة مشابهة لمصارعة  السومو.

## سومر القديمة
عروض مختلفة من المصارعين تم العثور فيها على ألواح حجرية ترجع الي الحضارة  السومرية. أحدها يعرض  ثلاثة أزواج من المصارعين  تعود إلى حوالي 3000 قبل الميلاد. تمثال من  البرونز،  (ربما قاعدة إناء) تم العثور عليه في الخفاجي في العراق و الذي يظهر اثنين من الشخصيات في المصارعة  وهذا يعود إلى حوالي 2600 قبل الميلاد. التمثال هو واحد من أوائل التصوير في الرياضة وهو محفوظ في المتحف الوطني العراقي. أصول الملاكمة أيضا ترجع إلى سومر القديمة. في ملحمة جلجامش يعطي واحدة من أوائل السجلات التاريخية الرياضة بين  جلجامش و  إنكيدو. على المسمارية تسجيل حكاية التاريخ إلى حوالي عام 2000 قبل الميلاد، ومع ذلك فان جلجامش من المفترض أن يكون عاش حوالي 2800 إلى 2600 قبل الميلاد. خطافات  للصيد تم العثور عليها خلال عمليات التنقيب في أور، مما يدل دليل على الصيد في سومر في حوالي 2600 قبل الميلاد.

## مصر القديمة

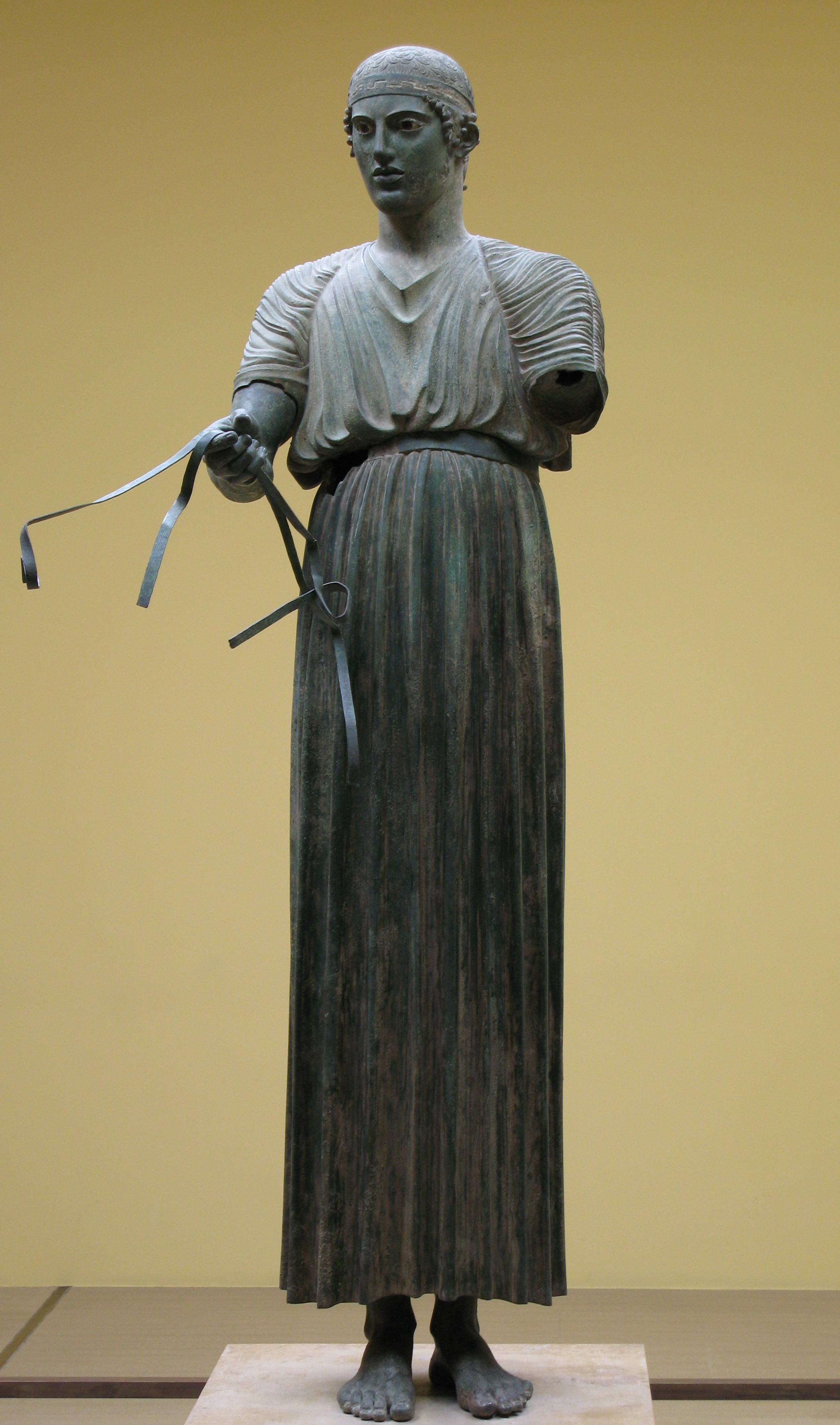
متحف دلفي

آثار الفراعنة وجدت في بني حسن التي يرجع تاريخها إلى حوالي عام 2000 قبل الميلاد تشير إلى أن عددا من الرياضة منها المصارعة ورفع الأثقال، الوثب الطويل، السباحة، التجديف،  الرماية، صيد السمك والألعاب الرياضية، فضلا عن أنواع مختلفة من ألعاب الكرة، كانت متطورة ومنظمة في مصر القديمة. الرياضة المصرية شملت أيضا رمي الرمح، الوثب العالي، والسنوكر. في وقت سابق اشكال شخصيات المصارعة وجدت في أحد القبور في سقارة  والتي يرجع تاريخها إلى حوالي 2400 قبل الميلاد.

## اليونان القديمة
تصوير طقوس الأحداث الرياضية في  الفن  المينوي من العصر البرونزي في كريت، مثل تصوير جصي و التي يرجع تاريخها إلى 1500 سنة قبل الميلاد من الجمباز في شكل  الثور-القفز وربما مصارعة الثيران. أصول مهرجانات الرياضة اليونانية قد تعودالي جنازة الألعاب في اليونان الموكيانية في الفترة ما بين 1600 ق. م ج. 1100 قبل الميلاد. المشاركة في الرياضة يوصف بأنه وظيفة النبيلاء والاثرياء، الذين لا حاجة للقيام بعمل يدوي بأنفسهم. في أوديسي، يثبت الملك «اوديسيوس من إيثاكا» فروض الولاء الملكية للملك اكينوس فاياكيس بعرض  في رمي الرمح. كان متوقعا في اليونان أن الرياضة الأولى أقيمت رسميا، مع دورة الألعاب الأولمبية الاولي سجلت في 776 قبل الميلاد في أولمبيا، حيث كان يحتفل به حتى 393 م. وعقدت دورة الألعاب كل أربع سنوات، أو الأولمبياد. في البداية كان  عرض واحد فقط للركض، ثم توسعت دورة الألعاب الأولمبية تدريجيا  لتشمل عدة سباقات،  الدروع والملاكمة والمصارعة،  سباق العربات، الوثب الطويل، رمي الرمح ورمي القرص. وصدرت «هدنة اوليمبية» خلال الاحتفال بالألعاب، حيث أن الرياضيين يمكنهم السفر من بلدانهم لاداء الألعاب في سلامة. وكانت الجوائز للمنتصرين عبارة عن اكليل الغار. وكانت «ألعاب هيران» المنافسة الولي الرياضية المسجلة  للمرأة والتي عقدت في أولمبيا في القرن السادس قبل الميلاد.  

## العصور الوسطى

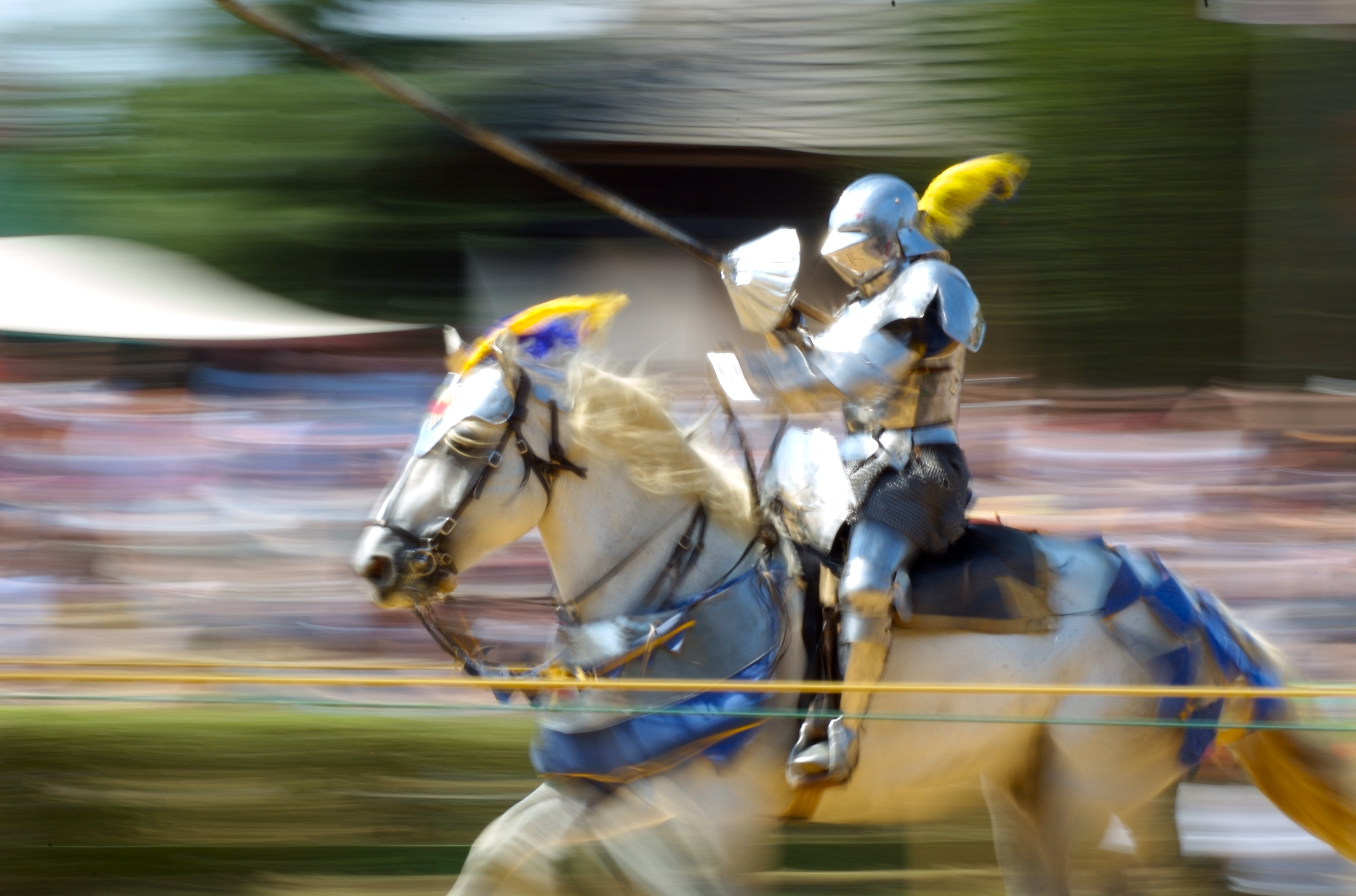
التبارز في مهرجان ميريلاند.

لمدة لا تقل عن مائة سنة، كانت قرى بأكملها قد تتنافس مع بعضها البعض، وفي بعض الأحيان تكون عنيفة، في إنكلترا (مواكب لكرة القدم) وأيرلندا. وفي المقابل، كانت لعبة كالتشيو فيورنتينو، في فلورنسا،  بإيطاليا، هي الرياضة القتالية المنصوص عليها أصلاً  مثل المبارزة والتبارز. وكانت سباقات الخيل، على وجه الخصوص، هي  المفضلة من الطبقة العليا في بريطانيا العظمى، مع الملكة آن التي اسست «مضمار اسكوت». 

## تنمية الرياضية الحديثة

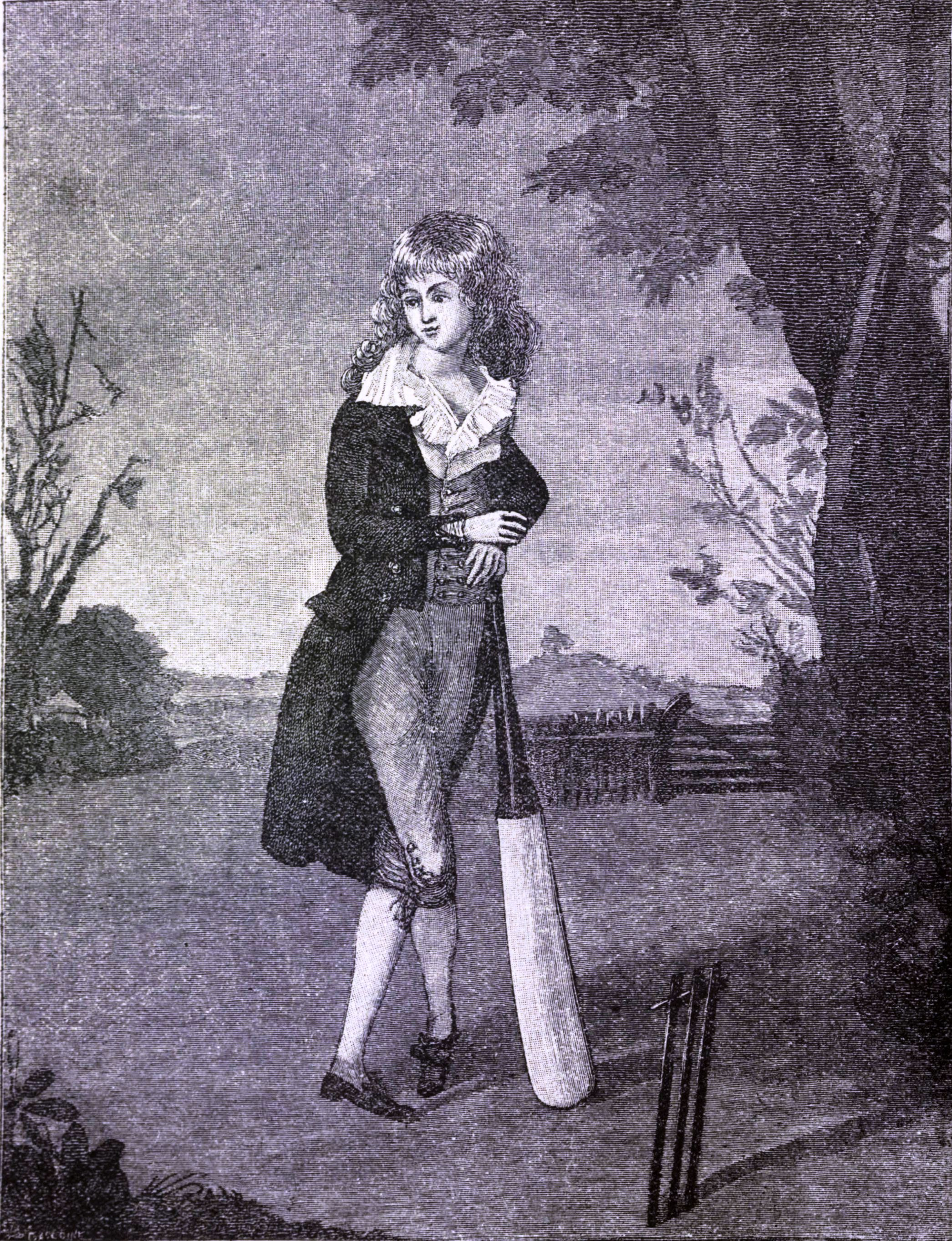
لاعب شاب 1891

الفرق الرياضة التقليدية  يعتبر انها ظهرت ظهور أساسا من بريطانيا، وبعد ذلك تم تصديرها عبر الإمبراطورية البريطانية الواسعة. وهذا يمكن اعتباره أما خصم بعض الألعاب القديمة من التعاون من آسيا (مثل بولو وأشكال عديدة من فنون الدفاع عن النفس، والمختلفة، والآن كرة القدم) وحتى من الأمريكتين (لاكروس مثلاً)، أو انها كاقتراح بانه  أثناء وجود هذه الرياضات الحديثة فان فريق الرياضة لم تكن مستمدة مباشرة منهم. الاستعمار الأوروبي للعالم  ساعد انتشار بعض الألعاب الخاصة، لا سيما الكريكيت، كرة القدم من مختلف الأنواع، البولينج في عدد من الأشكال وبعض الرياضات الأخرى (مثل السنوكر والبلياردو )، الهوكي، والفروسية، والتنس، والعديد من الألعاب الرياضية الشتوية.  بغض النظر عن أصول اللعبة، ادت  الثورة الصناعية والإنتاج الضخم إلى زيادة وقت الفراغ الذي يسمح بالمزيد من الوقت للدخول في اللعب أو مراقبة  الاحداث الرياضية. مع ظهور وسائل الإعلام والاتصالات العالمية، الاحتراف أصبح سائدا في الرياضة، وهذا عزز شعبية الرياضية في العالم. مع زيادة قيمة من يفوز ظهرت أيضا زيادة الرغبة في الغش. بعض من أكثر الطرق شيوعا في الغش اليوم هي استخدام العقاقير المنشطة مثل المنشطات. استخدام هذه الأدوية دائما عبس ولكن في التاريخ الحديث هناك أيضا وكالات مراقبة الرياضيين المحترفين وضمان اللعب النظيف في الرياضة.

### إنكلترا

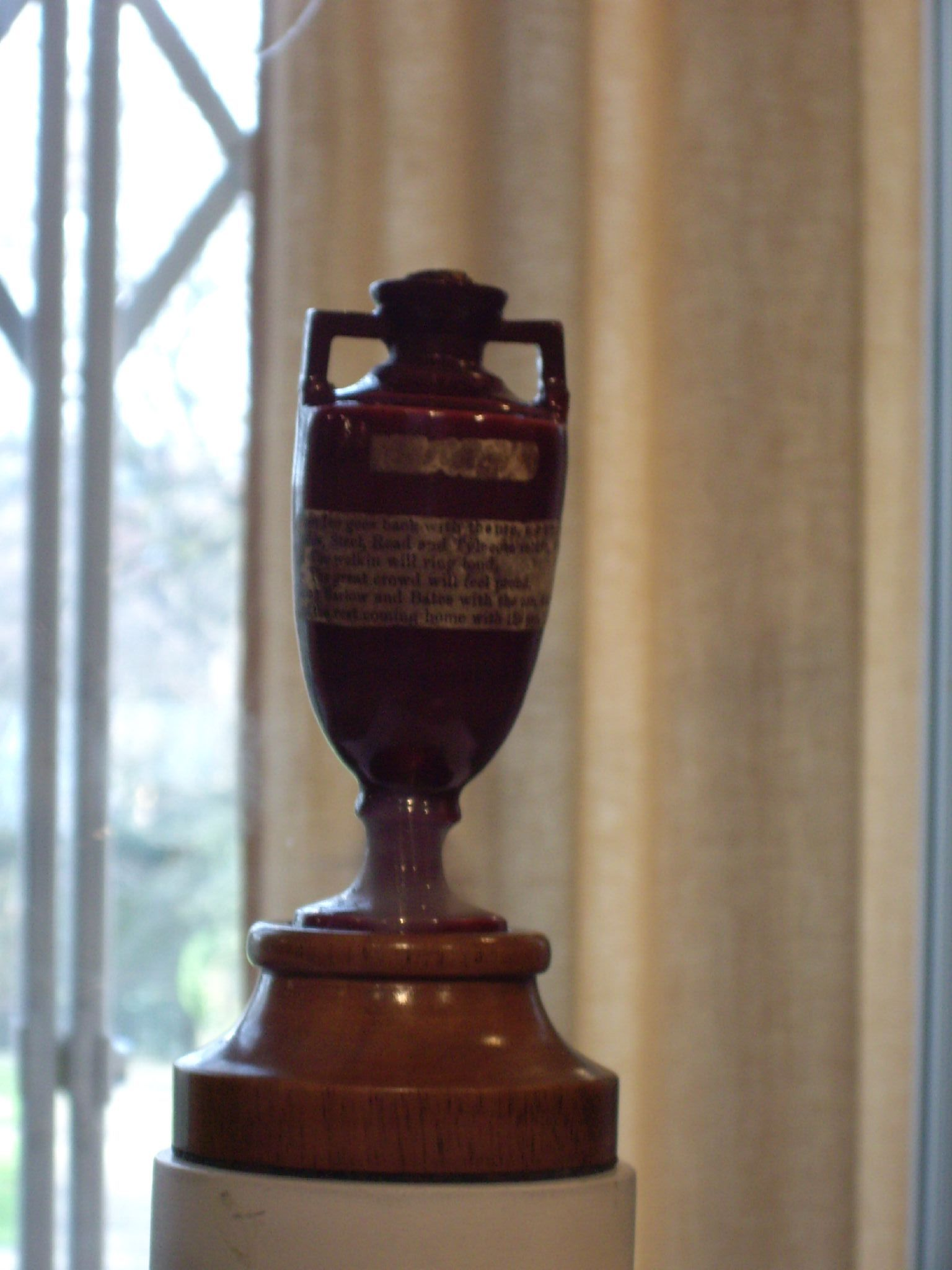
كاس اشيز .. تنافس بين استراليا وانجلترا في لعبة الكريكيت

الكتابة عن لعبة الكريكيت على وجه الخصوص، جون ليتش (2005) قد شرح دور السلطة  البروتستانتية، الحرب الأهلية الإنجليزية، و استعادة النظام الملكي في إنجلترا. إن  البرلمان الطويل في 1642 " قد حظر المسارح التي اجتمعت مع رفض البروتستانتية. على الرغم من أن إجراءات مماثلة ستتخذ ضد بعض الألعاب الرياضية، فإنه ليس من الواضح إذا كان الكريكيت سيحظر ام لا، ". في 1660،  بعد استعادة النظام الملكي في إنجلترا تم على الفور فتح المسارح ولذلك  العقوبات التي تم فرضها المتشددون على لعبة الكريكيت أيضا قد رفعت." لقد ذهب إلى جعل النقطة الأساسية هي ان الاحوال السياسية والاجتماعية والاقتصادية في أعقاب استعادة النظام الملكي كانت تشجع الإفراط في القمار، لدرجة أنه أصبح قانون القمار ضروريا في 1664. فمن المؤكد أن لعبة الكريكيت، سباق الخيل والملاكمة  تم تمويلها عن طريق القمار. ويوضح جون أنه من عادة رعاة الكريكيت، كل منهم كان من المقامرين، ان يشكلوا فرق قوية خلال القرن 18 لتمثيل مصالحهم. انه يعرف الفريق القوي مثل ممثل واحد عن أكثر من واحد من الرعاة وهو على يقين من أن هذه الفرق كانت أول تجميعها  على الفور بعد 1660. قبل الحرب الأهلية الإنجليزية تشير كل الادلة إلى أن الكريكيت قد تطورت إلى مستوى قرية الكريكيت  حيث فرق ممثلة للرعاة يمكنها فقط المنافسة. "الفرق القوية" بعد استعادة النظام الملكي كان علامة تطور الكريكيت (بل كان فريق محترف في رياضة الكريكيت وهو أقدم فريق محترف في الرياضة) من مستوي  الرعية  إلى مستوي المقاطعة. كانت هذه نقطة المنشأ الرئيسية للكريكيت. عام 1660 أيضا يمثل منشا الفرق الرياضية المحترفة.

### الإمبراطورية البريطانية والرياضة ما بعد الاستعمار
تأثير الرياضية البريطانية والقواعد المقننة بدأ ينتشر في جميع أنحاء العالم في أواخر القرن 19 وأوائل القرن 20، وخاصة كرة القدم. عدد من الفرق الكبرى في  اماكن آخري في العالم لا تزال تحوي أصول بريطانية في أسمائهم، مثل ميلان في إيطاليا، و  اتلتيك بلباو في إسبانيا. الكريكيت أصبحت لها شعبية في العديد من الدول من الإمبراطورية البريطانية آنذاك، مثل أستراليا وجنوب أفريقيا والهند وباكستان. تم إحياء الألعاب الأولمبية من قبل البارون بيير دي كوبرتان قد تأثر أيضا بروح المدارس الإنجليزية العامة. البريطانيون لعبوا دورا رئيسيا في تحديد الهواية والاحتراف، البطولة، النظام ومفهوم اللعب النظيف. بعض الرياضات ظهرت في إنجلترا، وانتشرت إلى البلدان الأخرى ثم خسر شعبيتها في إنجلترا في حين تبقت بنشاطها في بلدان أخرى، ومن أمثلتها البارزة باندي التي لا تزال شعبية في فنلندا، كازاخستان والنرويج وروسيا والسويد.
البيسبول نشأت في المناطق الحضرية في شمال شرق الولايات المتحدة، مع أول قواعدها التي دونت في 1840s، في حين أن كرة القدم الأمريكية كانت شعبية جدا في الجنوب الشرقي، مع انتشار البيسبول  إلى الجنوب، انتشرت كرة القدم الأمريكية في الشمال بعد الحرب الأهلية.

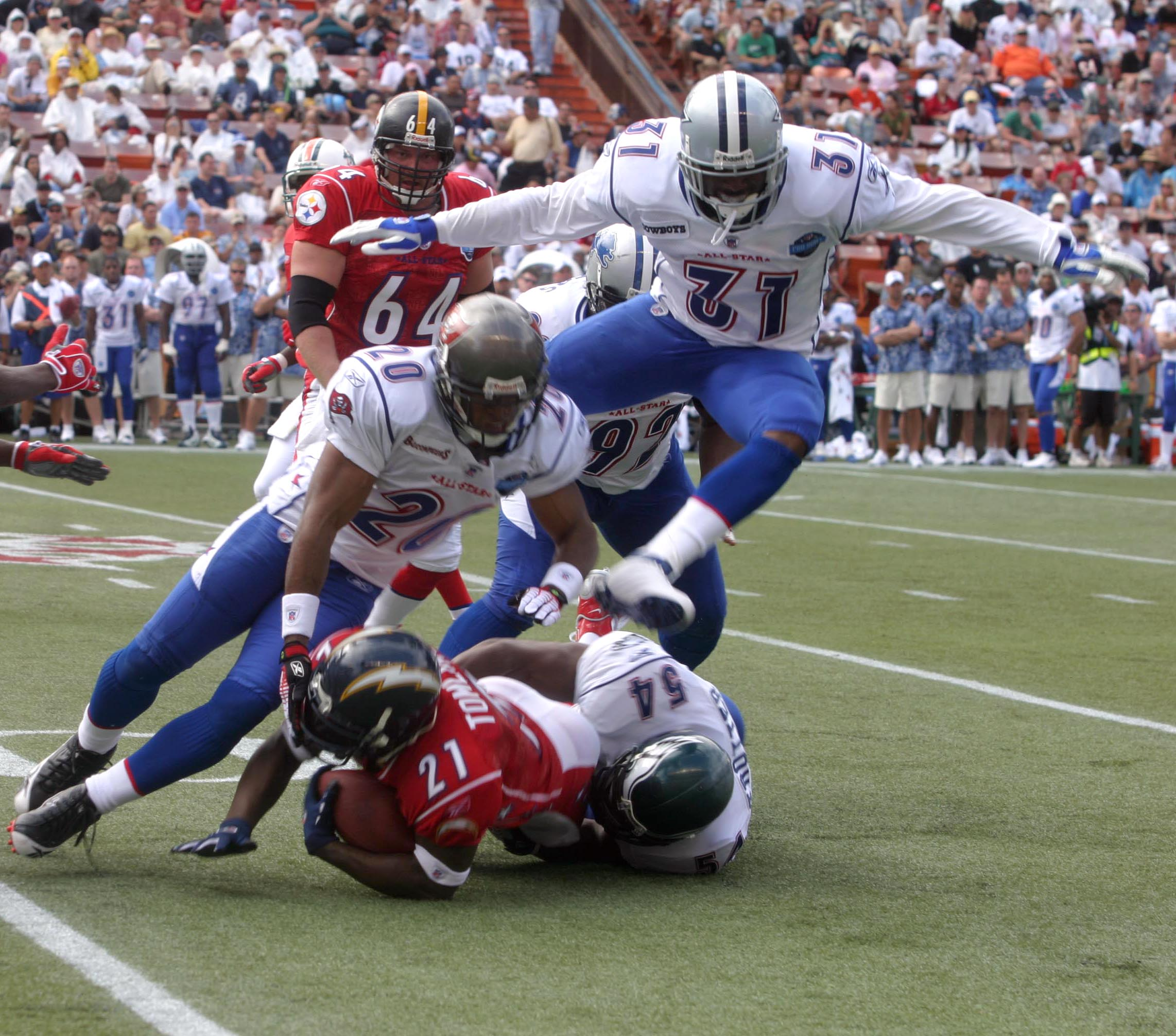
لاعبي كرة القدم الأمريكية

### تاريخ الرياضة النسائية

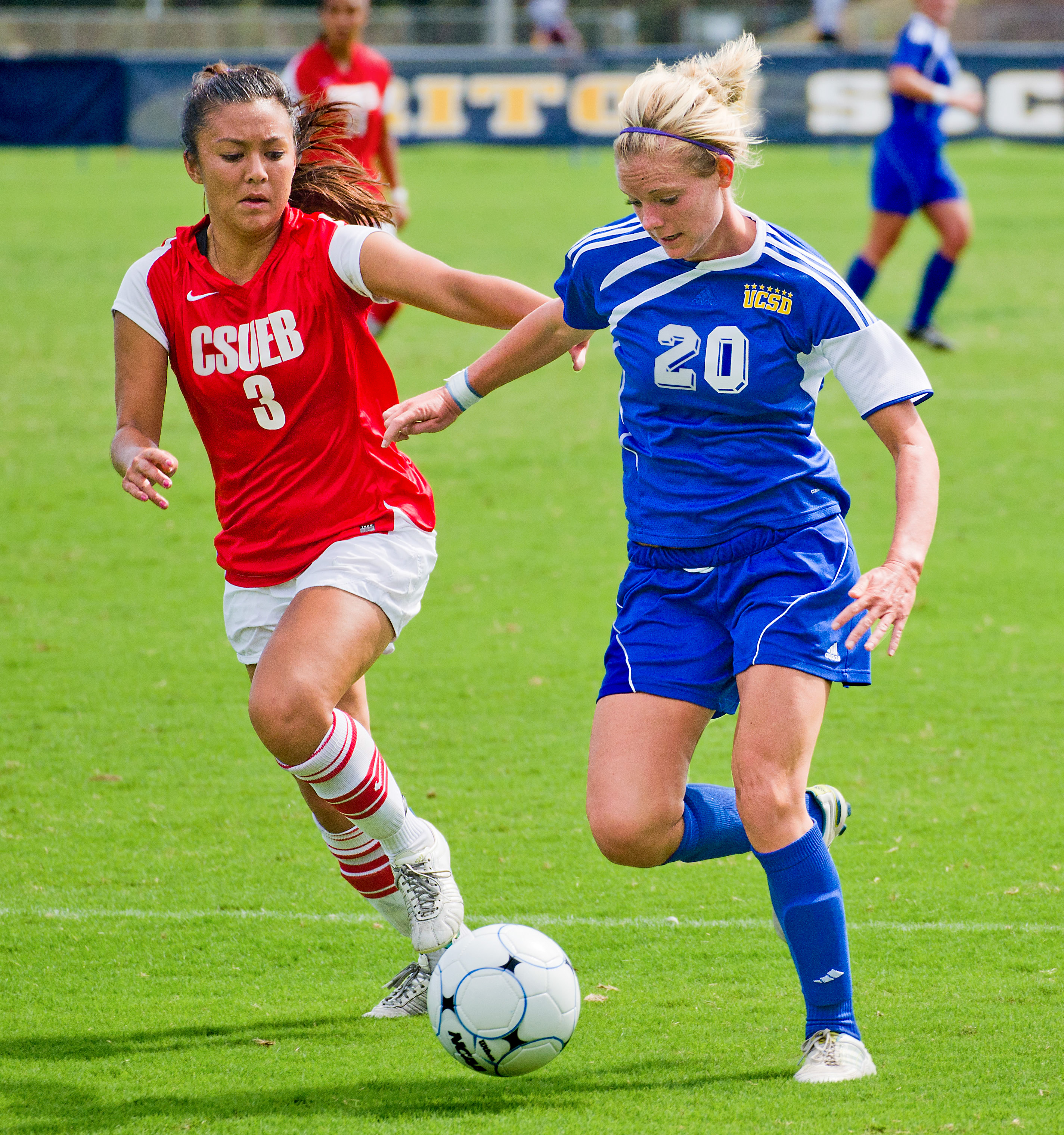
لاعبات كرة القدم بجامعة كاليفورنيا سان دييغو

منافسة المرأة  في الرياضة كان مكروها من قبل العديد من المجتمعات في الماضي.حيث على سبيل المثال كان  لا مشاركة رسمية للنساء في الألعاب الأولمبية عام 1896. القرن 20 شهد تقدما كبيرا في مشاركة المرأة في الألعاب الرياضية، على الرغم من أن مشاركة المرأة كمشجعين، إداريين، مسؤولين، مدربين وصحفيين رياضيين تبقى  أقل من الرجال. الزيادة في الفتيات والنساء في الرياضة قد تأثرت بحركات  حقوق المرأة في القرنين التاسع عشر والعشرين على التوالي. في الولايات المتحدة  تم تدعيم مشاركة الطالبات في الرياضة بشكل كبير بناء علي الباب التاسع من قانون في عام 1972 والتي تحظر التمييز بين الجنسين في جميع جوانب الهيئات التعليمية التي تستخدم المساعدات المالية الاتحادية، مما يؤدي إلى زيادة التمويل  والدعم لتطوير اللاعبات.

## الملاعب عبر العصور

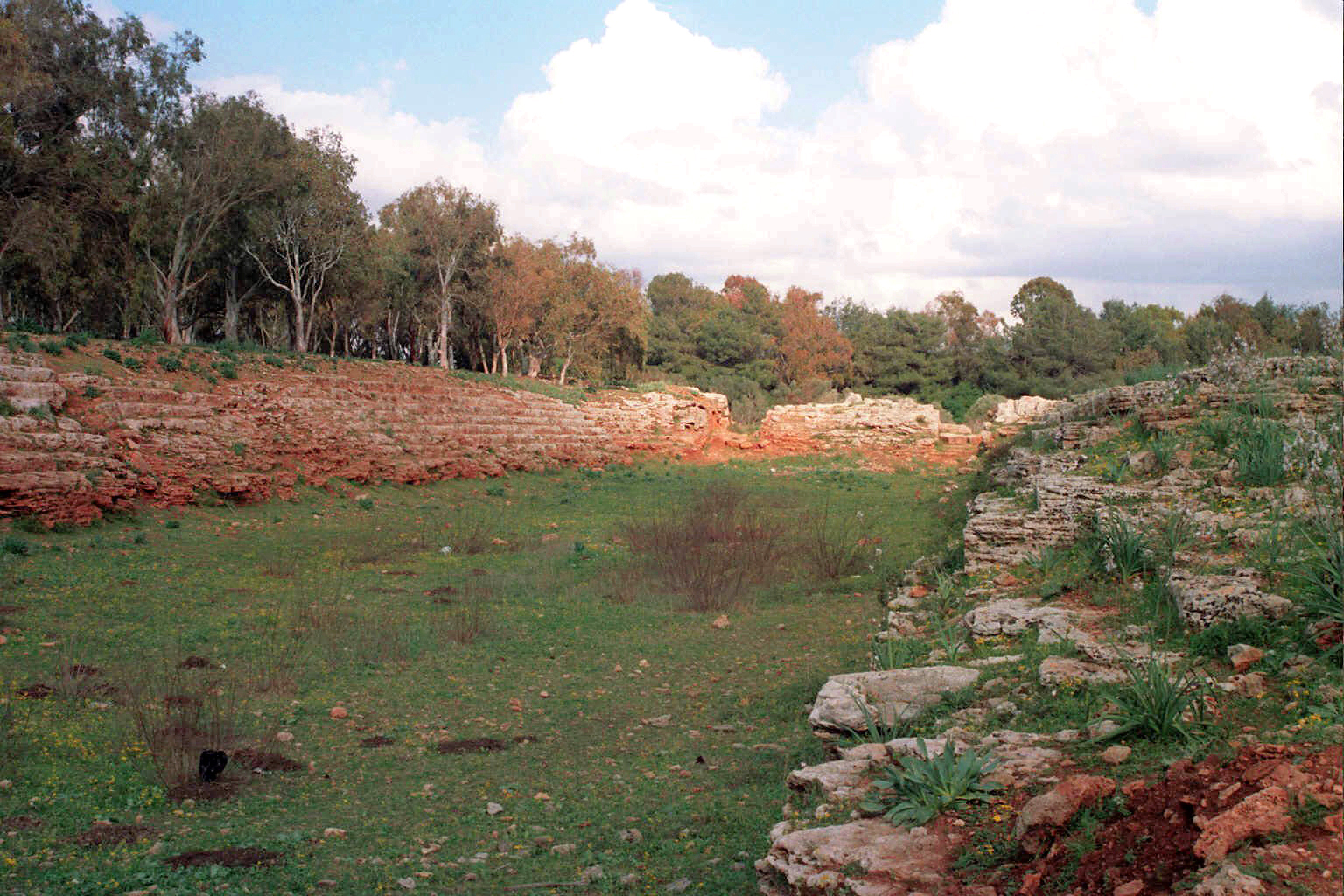
Phoenician Stadium north of Amrit, Syria
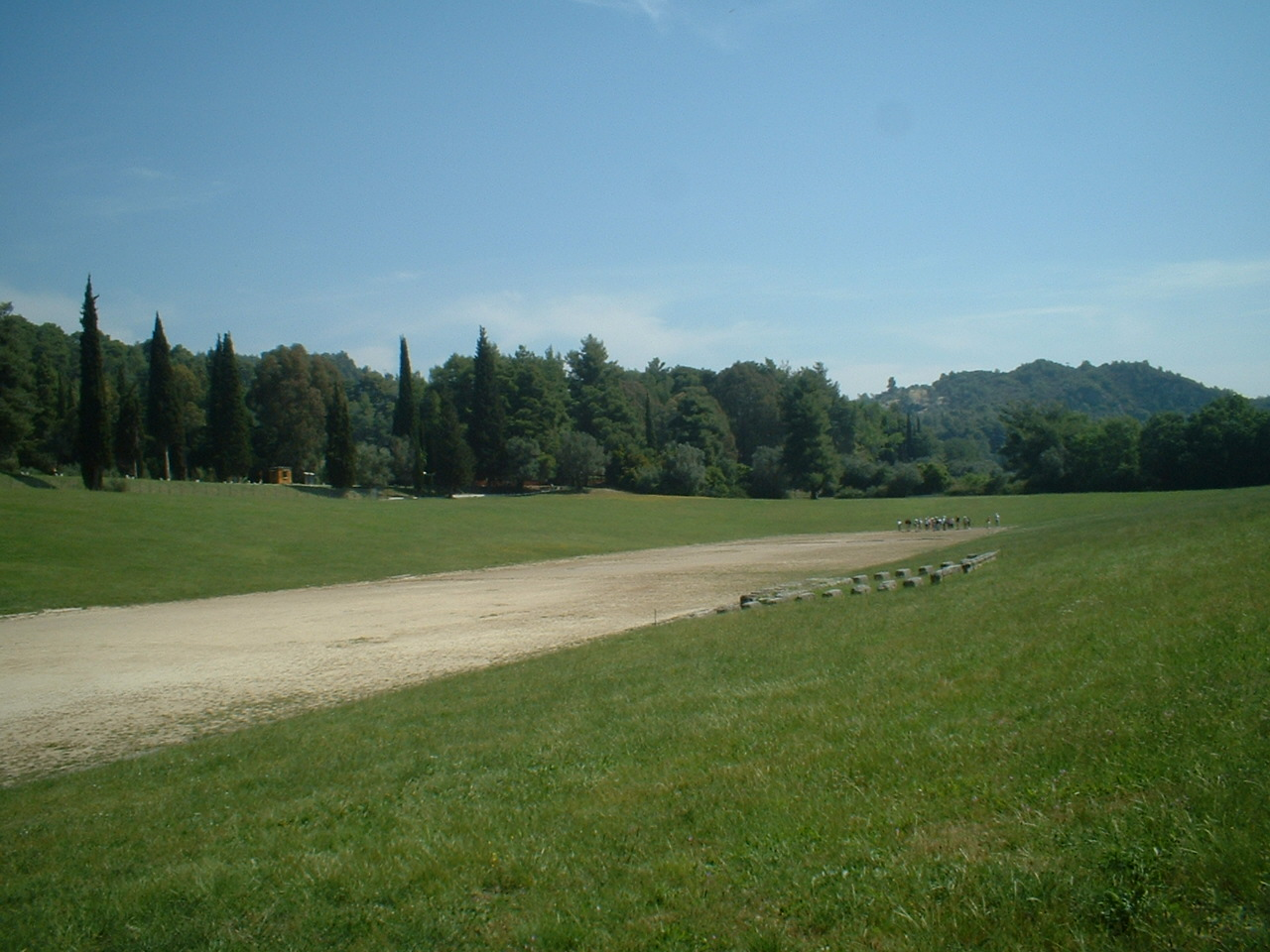
The Olympia stadium
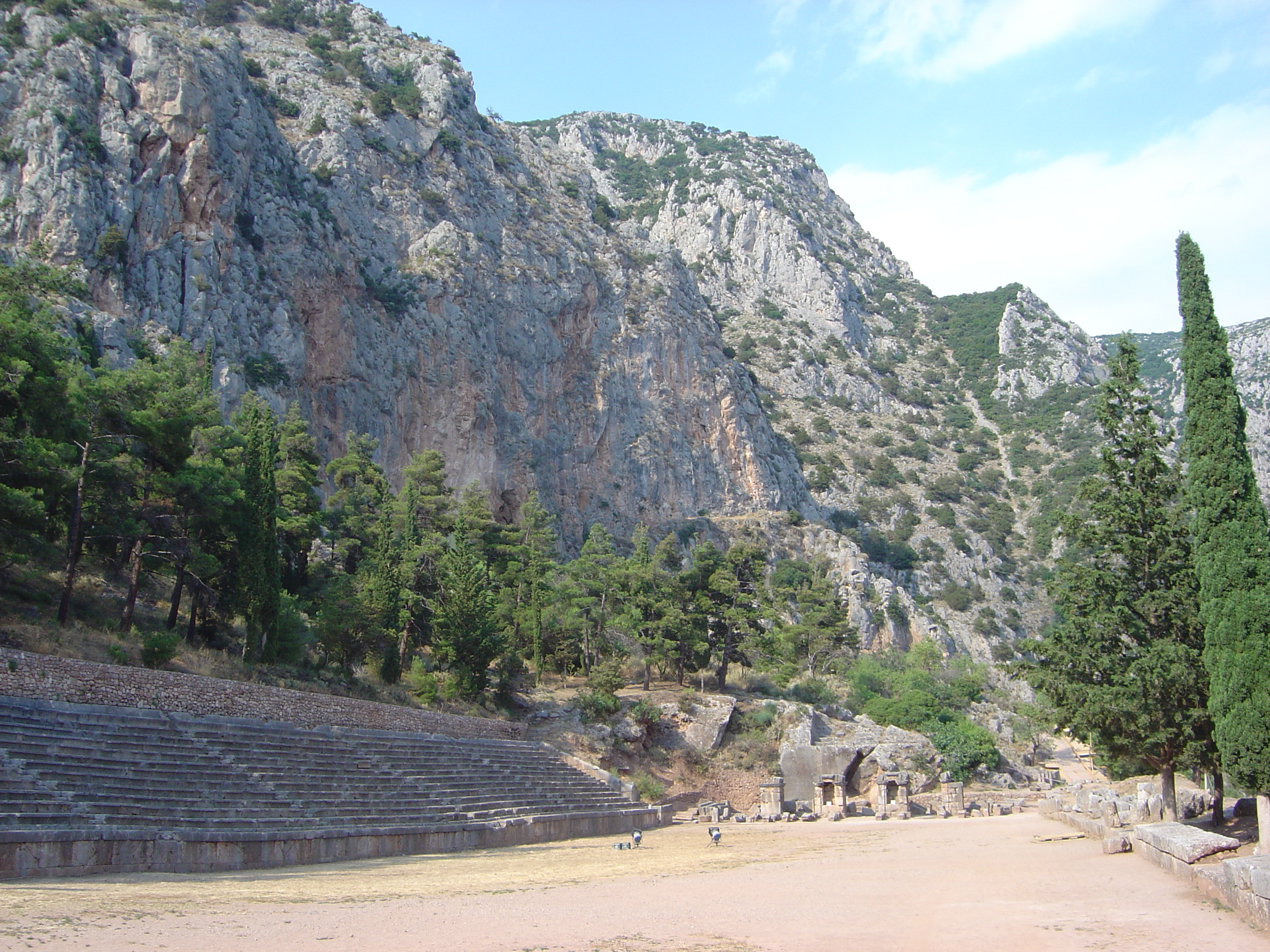
Stadium at the sanctuary of Apollo in Delphi, Greece
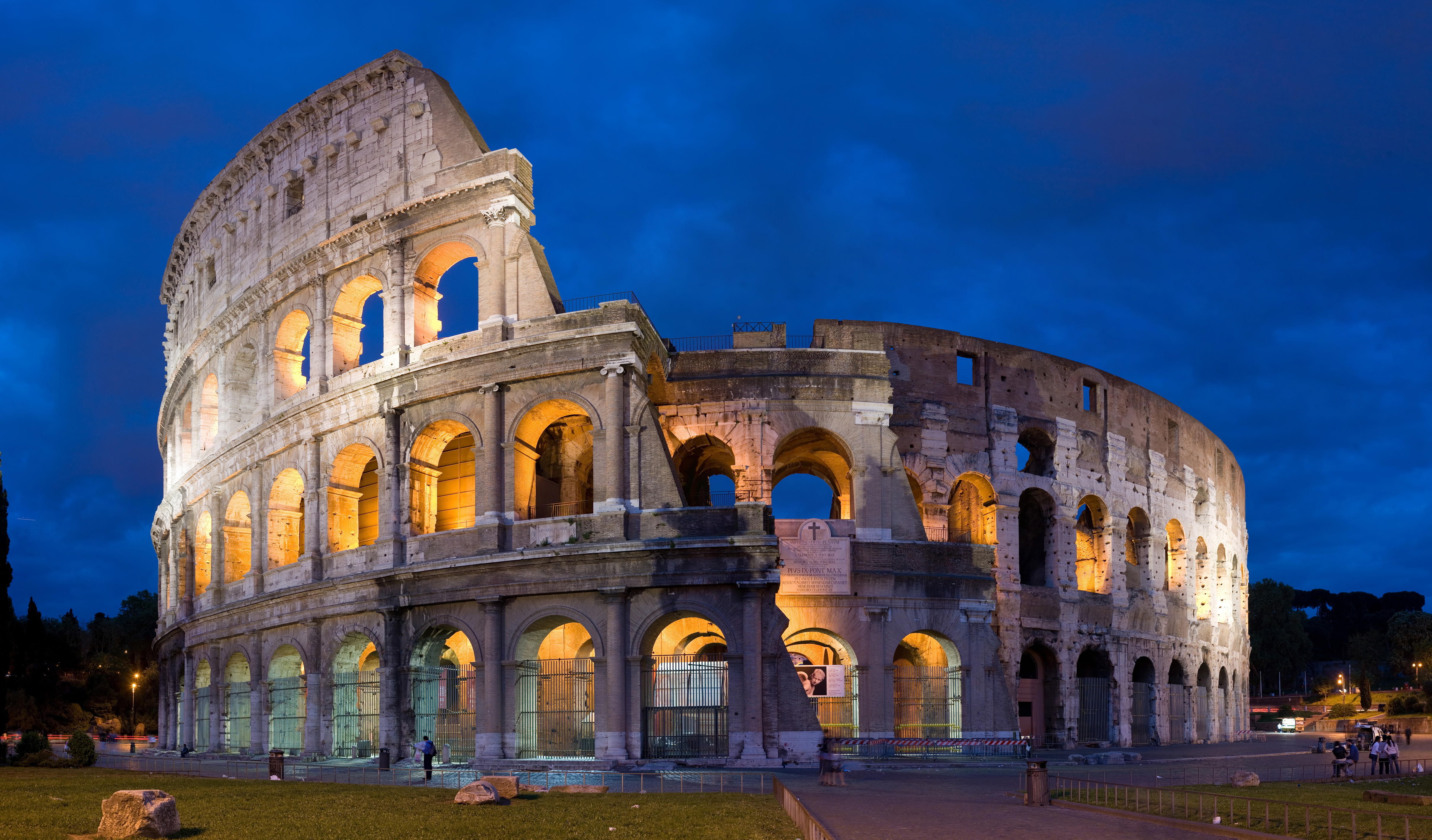
The Colosseum in Rome, Italy
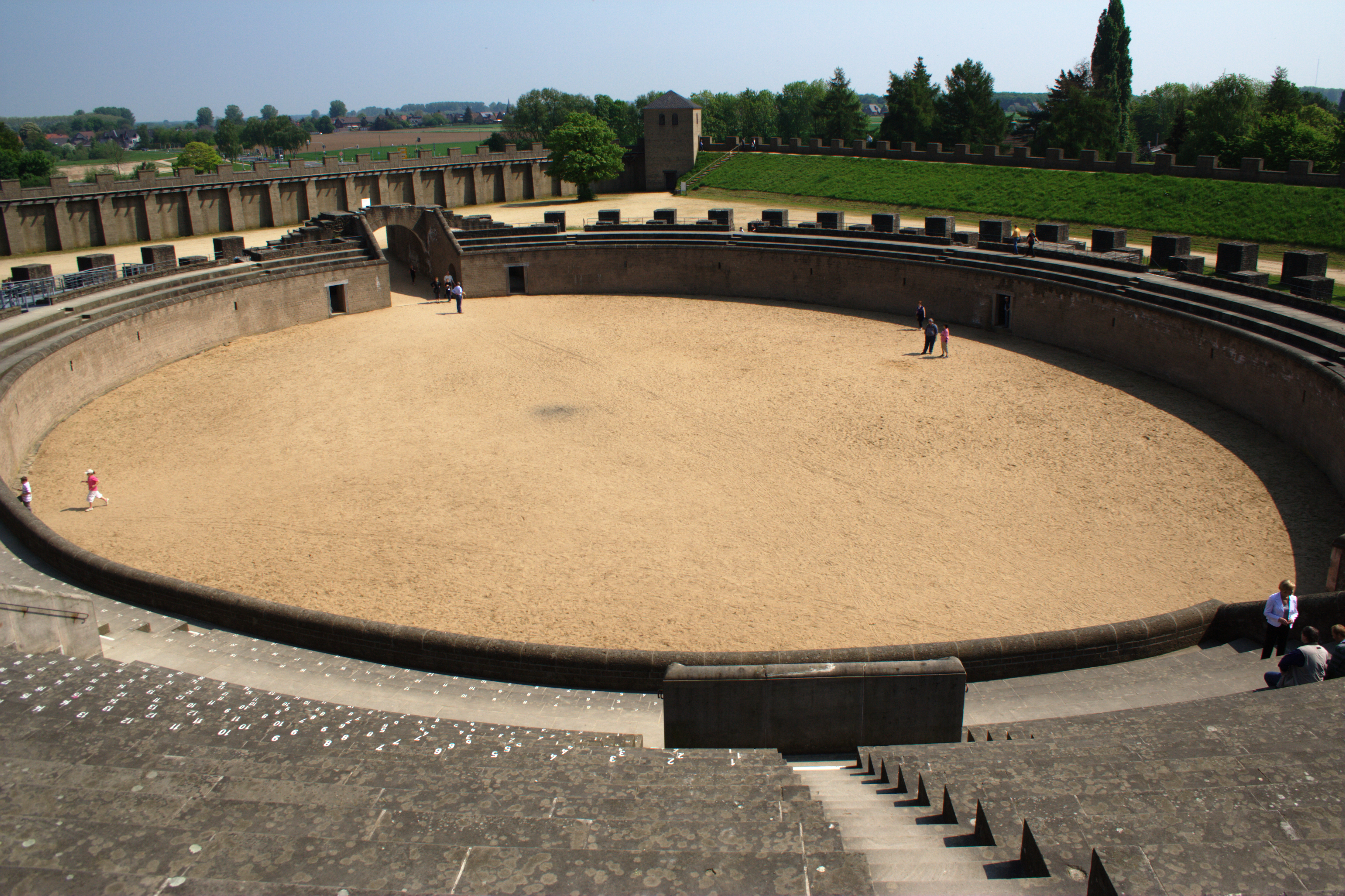
Reconstructed Roman amphitheatre in Xanten, Germany
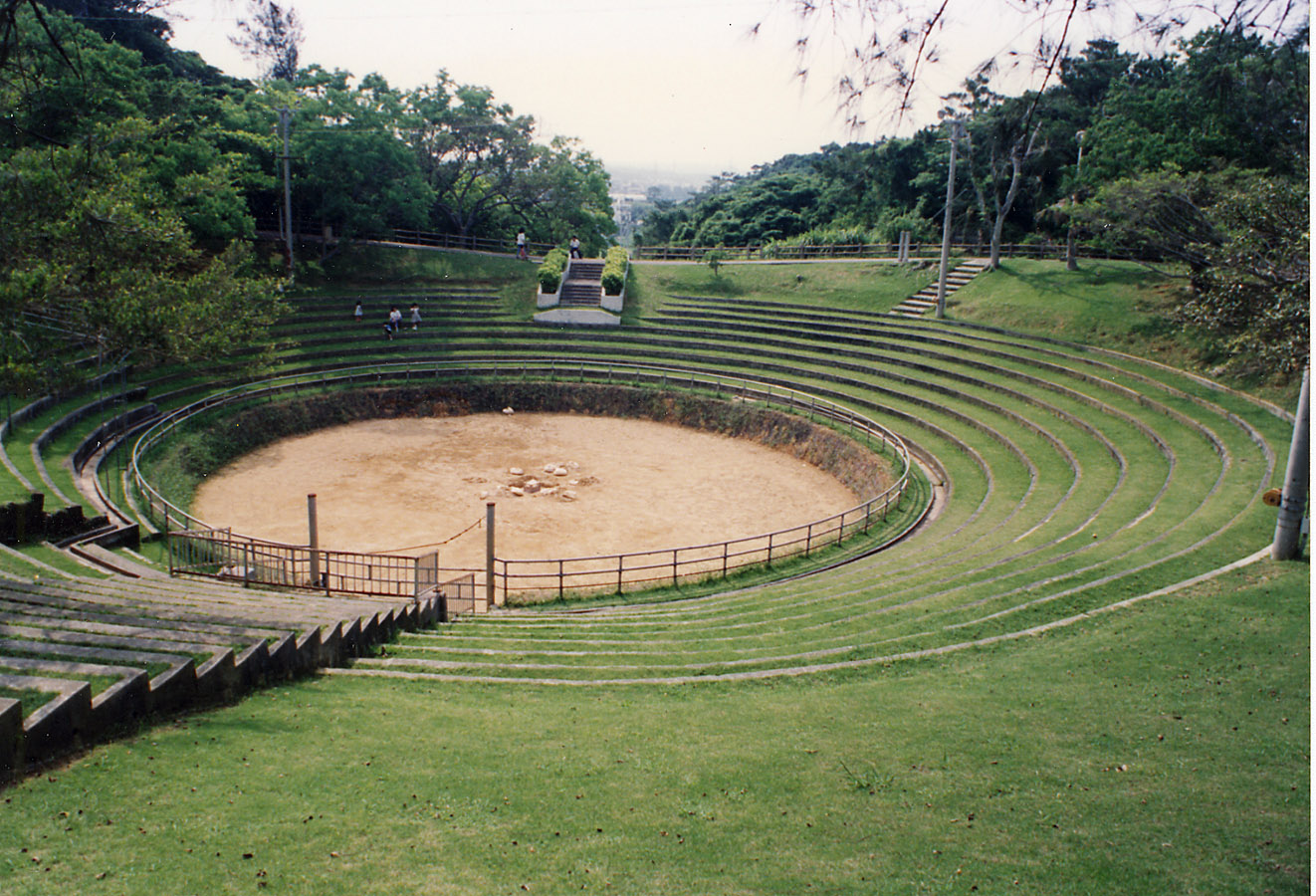
Tōgyū arena in Okinawa, Japan
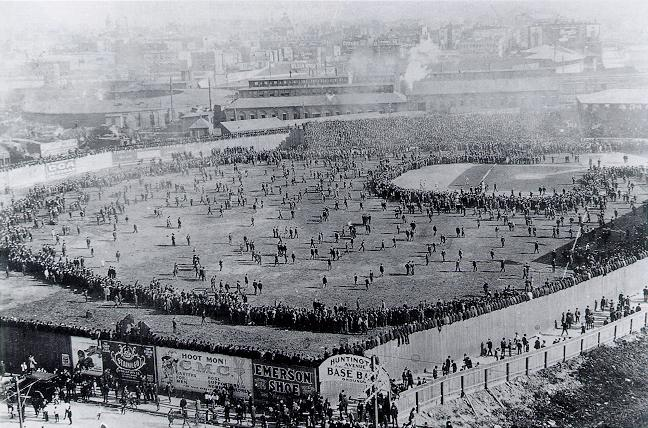
The Huntington Avenue Grounds during the 1903 World Series, United States
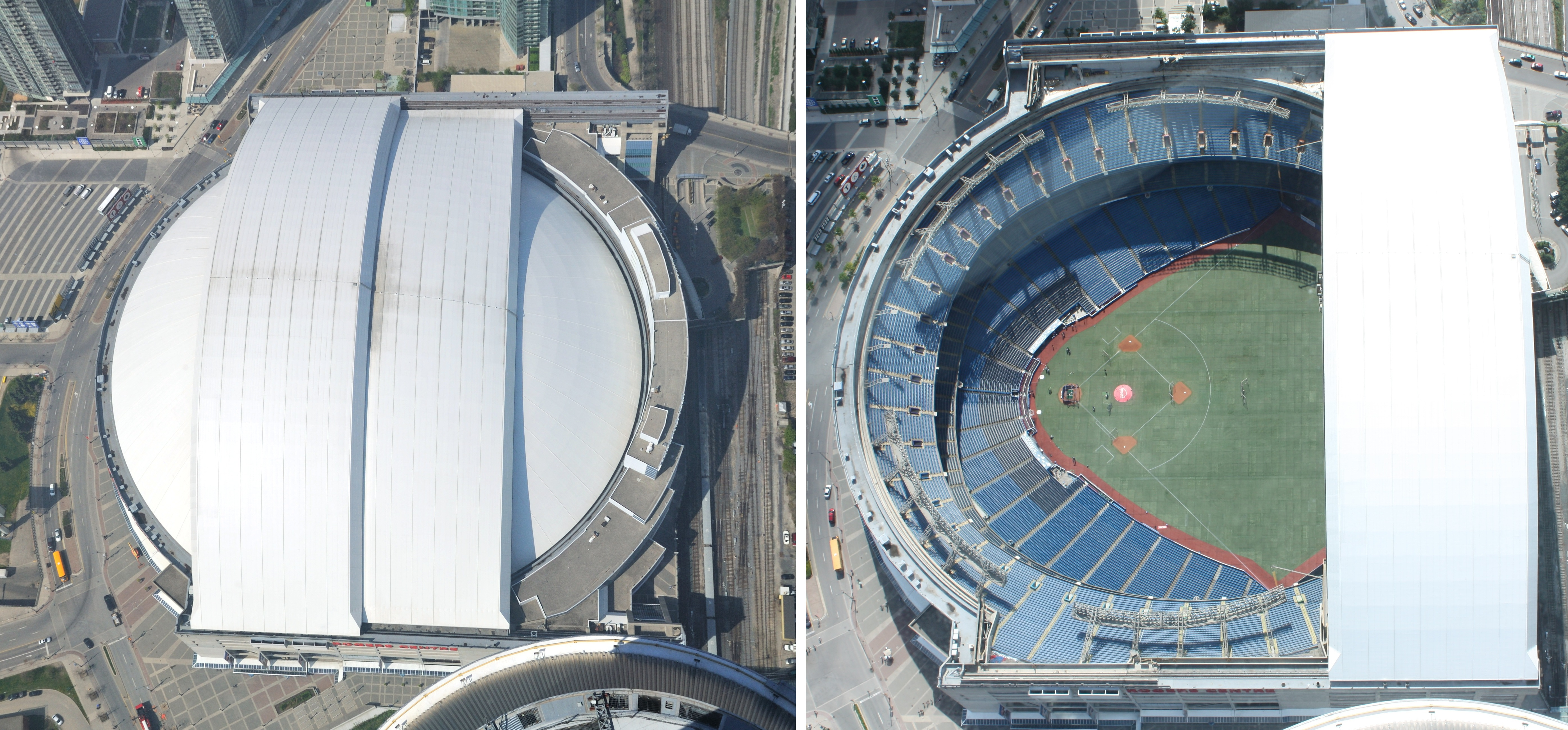
Rogers Centre, the first functional retractable-roof stadium, Canada
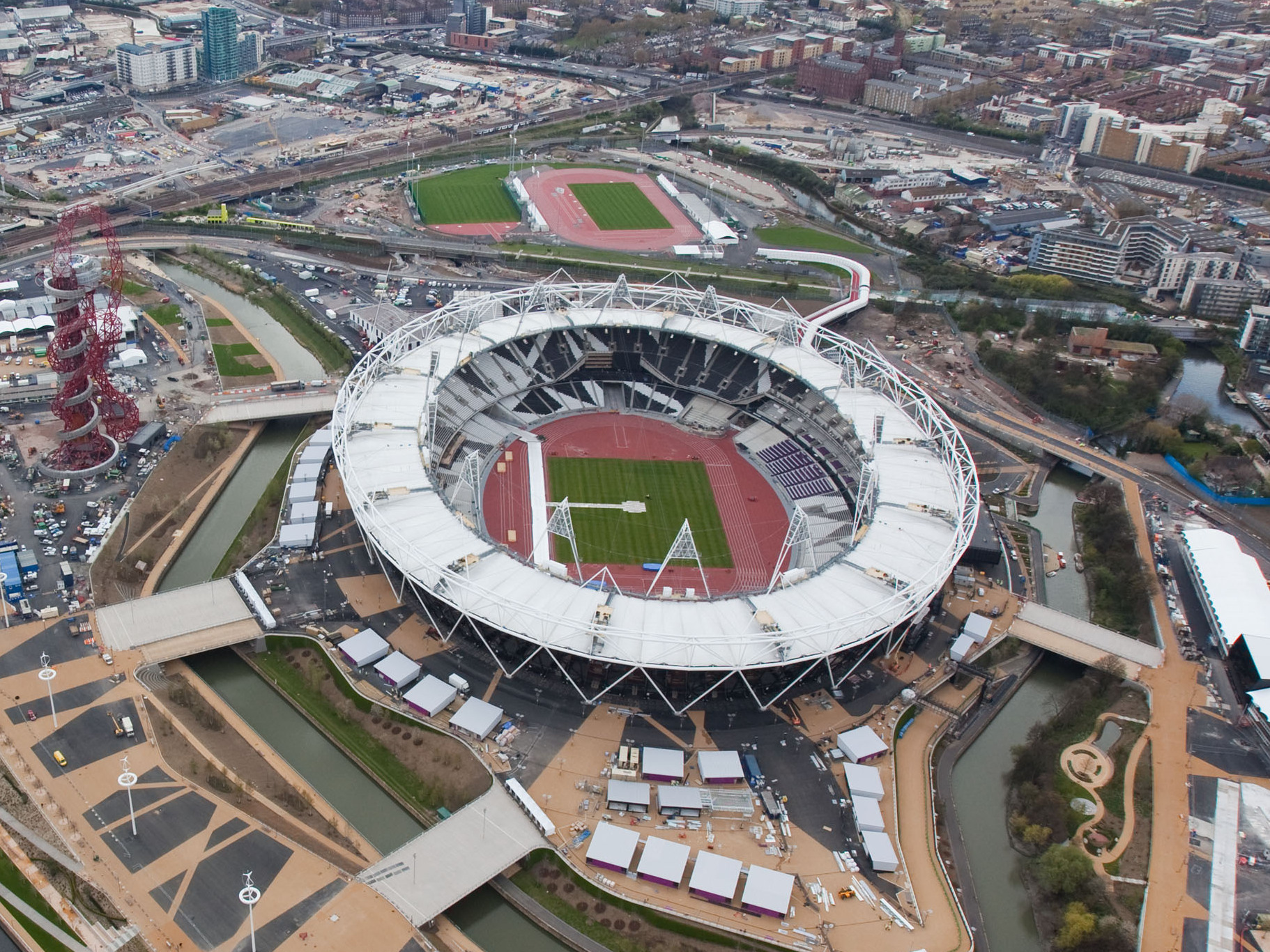
London Olympic Stadium, United Kingdom
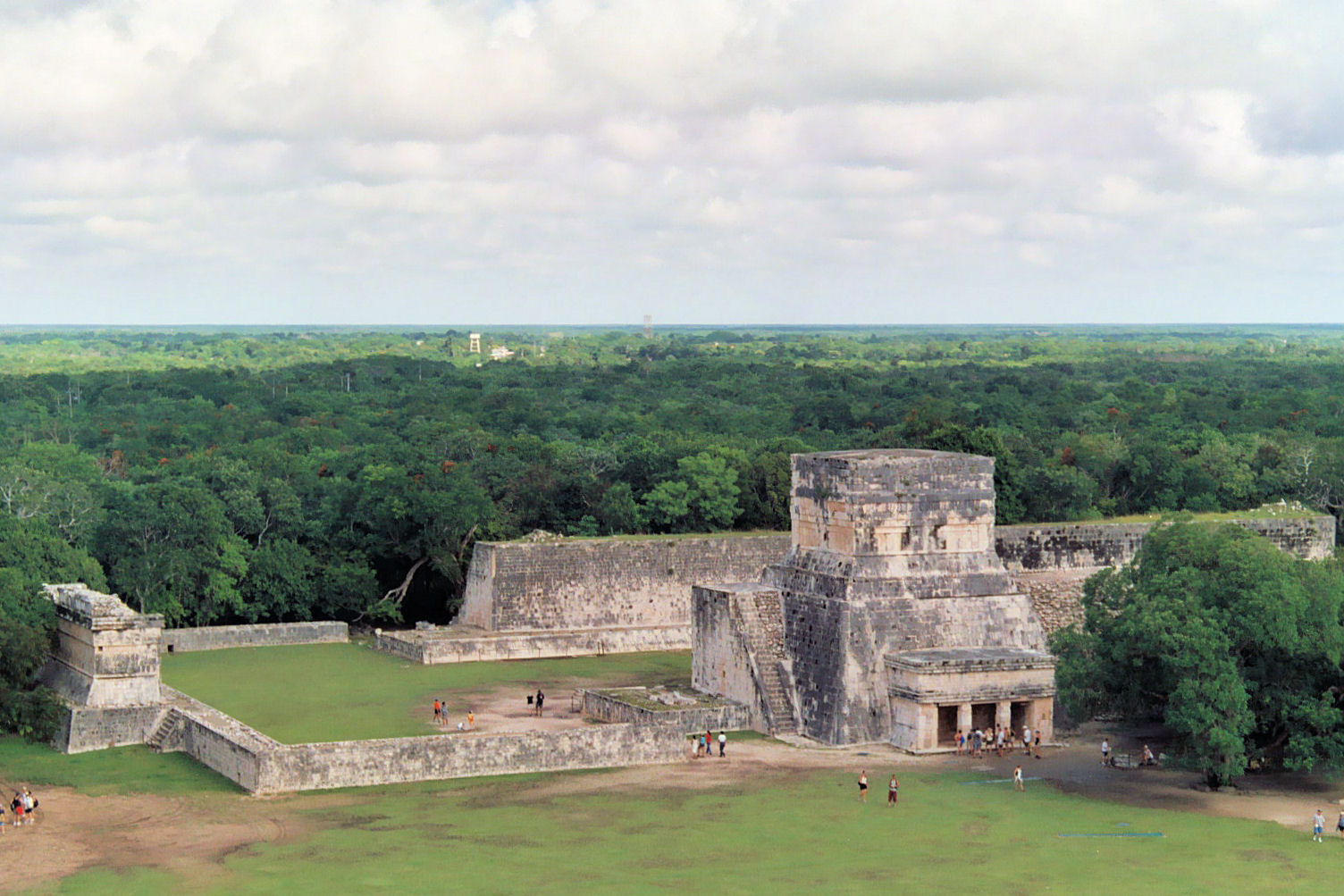
The Grand Ballcourt of Chichen Itza